# Dave Bus
David (Dave) Bus (Lichtenvoorde, 19 mei 1978) is een Nederlands voormalig voetballer die als verdediger speelde.
Bus begon in de jeugd bij Longa '30 met voetbal. Hij speelde in ook in het eerste team en vervolgde zijn weg bij HSC'21 in de Hoofdklasse. Op 26-jarige leeftijd, in de zomer van 2004, werd hij vastgelegd door De Graafschap. Dat jaar speelde hij ook zijn eerste wedstrijd voor de Doetinchemmers. Bus speelde dat seizoen 29 keer in de verdediging van de 'superboeren'. Bus stond nog tot 2008 onder contract bij De Graafschap. Hij werd vanaf de winterstop verhuurd aan het Schotse Aberdeen FC. Voor de zomer van 2008 werd tot medio 2012 speelde Bus bij Go Ahead Eagles. Hierna speelde Bus nog twee seizoenen in het eerste team van Longa '30 waar hij in februari 2015 en maart 2018 kortstondig zijn rentree maakte.
Hij trainde jeugdteams bij Longa '30 en wordt daar vanaf het seizoen 2018/19 assistent-trainer.

## Carrière
| Seizoen | Club            | Wedstrijden | Doelpunten | Assists | Competitie               |
| ------- | --------------- | ----------- | ---------- | ------- | ------------------------ |
| 2004/05 | De Graafschap   | 29          | 0          | 1       | Eredivisie               |
| 2005/06 | De Graafschap   | 35          | 2          | 0       | Eerste divisie           |
| 2006/07 | De Graafschap   | 15          | 0          | 0       | Eerste divisie           |
| 2007/08 | De Graafschap   | 0           | 0          | 0       | Eredivisie               |
| 2008    | Aberdeen        | 5           | 0          | 0       | Scottisch Premier League |
| 2008/09 | Go Ahead Eagles | 33          | 3          | 2       | Eerste divisie           |
| 2009/10 | Go Ahead Eagles | 34          | 0          | 2       | Eerste divisie           |
| 2010/11 | Go Ahead Eagles | 26          | 1          | 1       | Eerste divisie           |
| 2011/12 | Go Ahead Eagles | 2           | 0          | 0       | Eerste divisie           |
| Totaal  |                 | 179         | 6          | 6       |                          |

## Erelijst
Longa '30
Zondag Derde Klasse C: 2002
HSC '21
Zondag Hoofdklasse C: 2003, 2004
Algeheel Kampioenschap Zondagamateurs: 2004
De Graafschap
Eerste divisie: 2007